# Brunhais
Brunhais est une freguesia (paroisse civile) du Portugal, rattachée au concelho (municipalité) de Póvoa de Lanhoso et située dans le district de Braga et la région Nord.